# کلاه‌پوش

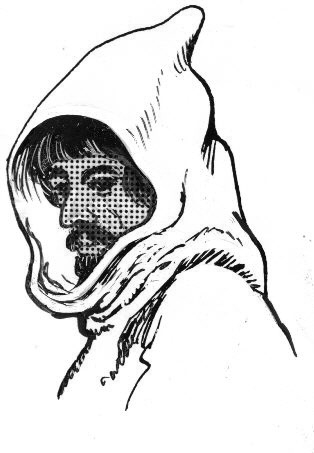
نقاشی راهب کلاه‌پوش را نشان می‌دهد

کلاه‌پوش (به انگلیسی: Cowl) لباسی است متشکل از یک لباس بلند و کلاه‌دار با آستین‌های گشاد که اغلب راهبان می‌پوشند.
در اصل ممکن است صرفاً به قسمت سرپوش‌دار یک ردا اشاره داشته باشد. با این حال، در استفاده معاصر، آن را از یک ردا یا شنل (کاپا) متمایز می‌کند؛ زیرا به یک لباس کامل اطلاق می‌شود. امروزه بیشتر راهبان کاتولیک و آنگلیکن در هنگام شرکت در مراسم عبادت از آن استفاده می‌کنند.

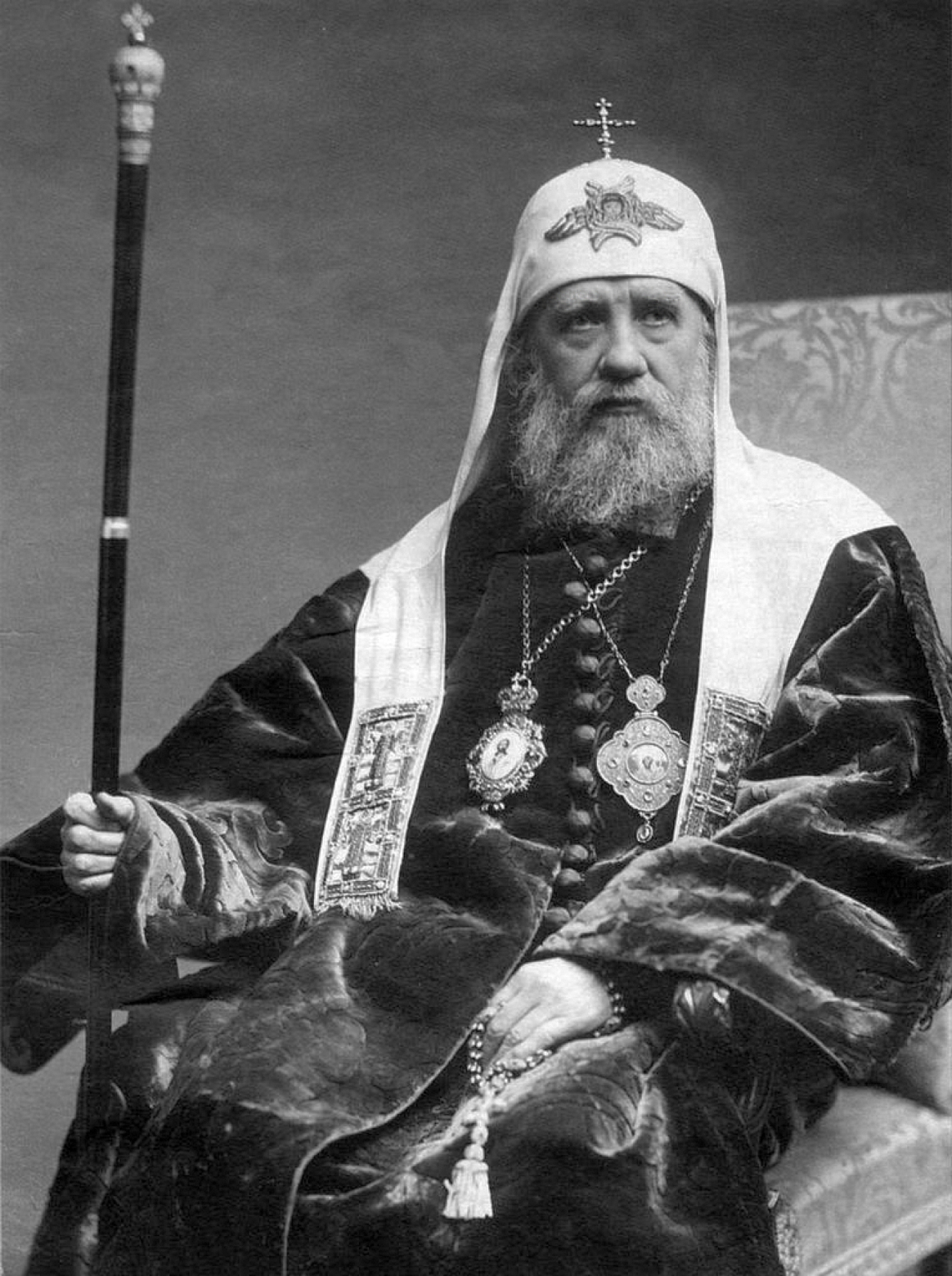
سنت تیخون مسکو با پوشیدن کوکولیون سفید ایلخانی